# Classe Asheville
Pour les articles homonymes, voir Asheville.
La Classe Asheville est une ancienne classe de patrouilleurs construits pour la marine américaine en réponse à la crise des missiles cubains. La classe avait été nommée d'après la ville d'Asheville en Caroline du Nord.

## Histoire
Après la crise des missiles de Cuba, l’United States Navy décide de se doter de vedettes rapide destinés à la patrouille côtière et à l’établissement de blocus. Une commande est passée aux chantiers navals Tacoma Boatbuilding et Peterson Builders pour vingt exemplaires. La construction débute en 1966 et s’achève en 1971, mais seulement dix-sept exemplaires sont finalement produits.
Au cours des années 1970, une partie de ces navires sont utilisés au Viêt Nam et quatre sont modifiés pour la guerre électronique. Ces derniers reçoivent notamment un équipement permettant de diriger des missiles antiradars. La plupart sont retirés du service au début des années 1980. En 1984 il ne reste que deux unités en service actif, qui ne servent qu’à l’entraînement. Les navires retirés du service actif sont versés dans l’US Navy Reserve Service puis progressivement réaffectés.  Une partie a été transférés à des pays alliés comme la Corée du Sud ou la Turquie, deux ont été désarmés et affectés à l’Environmental Protection Agency et deux aux services de recherche et développement de l’US Navy sous les noms respectifs de Research Vessel Athena et RV Athena II. Ces deux derniers ont été démolis en 2016,. Les navires de cette classe ont également servi à simuler les vedettes lance-missiles soviétiques pendant les exercices de l’OTAN.

## Caractéristiques
Les navires de la classe Asheville sont des patrouilleurs de 50,10 m à coque en aluminium et superstructures en aluminium et fibres de verre. Ils déplaçant 245 t à pleine charge pour un tirant d’eau de 2,90 m. La motorisation est de type CODOG : en croisière la propulsion est assurée par deux moteurs Diesel Cummins développant 3 500 ch (2 611 kW), mais quand le navire a besoin d’aller vite, par exemple en phase d’attaque, il peut utiliser une turbine à gaz de 13 300 ch (9 922 kW) lui permettant d’atteindre 38 nœuds (70 km/h). En théorie, ces navires pourraient atteindre une vitesse plus élevée, supérieure à 40 nœuds (74 km/h), mais une importante cavitation empêche en pratique de l’atteindre. Ils se caractérisent par ailleurs par une excellente tenue en mer par gros temps. L’équipage est de vingt-huit marins.
L’armement principal est constitué d’un canon antiaérien de 76 mm Mk 34 situé à l’avant et d’un canon antiaérien de 40 mm Mk 3 situé à l’arrière. L’armement secondaire comprend deux mitrailleuses de 12,7 mm. L’équipement électronique est composé d’un radar de navigation Raytheon Pathfinder, d’un radar de conduite de tir SPG-50 et d’un système de contrôle de tir Mk 63. Ce dernier a été remplacé sur l’USS Antelope (PGM-86) et l’USS Ready (PGM-87) par le système de conduite de tir hollandais Mk 87.

## Navires
17 navires de la classe Asheville furent construits entre 1966 et 1971.

### Intégration dans l'U.S. Navy
Ci-après la liste des navires de la classe Asheville-class réceptionnés par l'U.S. Navy,.
- USS Asheville (PGM-84) réceptionné le 6 août 1966. Retiré du registre de la Marine (Navy Vessel Register) le 15 décembre 1976.
- USS Gallup (PGM-85) réceptionné le 22 octobre 1966. Retiré le 9 octobre 1984.
- USS Antelope (PGM-86) réceptionné le 4 novembre 1967. Retiré le 1er octobre 1977.
- USS Ready (PGM-87) réceptionné le 6 janvier 1968. Retiré le 1er octobre 1977.
- USS Crockett (PGM-88) réceptionné le 24 juin 1967. Retiré le 15 décembre 1976.
- USS Marathon (PGM-89) réceptionné le 11 mai 1968. Retiré le 15 décembre 1976.
- USS Canon (PGM-90) réceptionné le 26 juin 1968. Retiré le 9 octobre 1984.
- PGM-91 n'était pas un navire de la classe Asheville.
- USS Tacoma (PG-92) réceptionné le 14 juillet 1969. Retiré le 12 avril 1995.
- USS Welch (PGM-93) réceptionné le 8 septembre 1969. Retiré le 12 avril 1995.
- USS Chehalis (PGM-94) réceptionné le 8 novembre 1969.
- USS Defiance (PGM-95) réceptionné le 24 septembre 1969. Retiré le 6 août 1987.
- USS Benicia (PGM-96) réceptionné le 25 avril 1970. Retiré le 30 août 1996.
- USS Surprise ((PGM-97)) réceptionné le 17 octobre 1969. Retiré le 6 août 1987.
- USS Grand Rapids (PGM-98) réceptionné le 5 septembre 1970.
- USS Beacon (PGM-99) réceptionné le 21 novembre 1969. Retiré le 1er juillet 1975.
- USS Douglas (PGM-100) réceptionné le 7 février 1971. Retiré le 1er octobre 1977.
- USS Green Bay (PG-101) réceptionné le 5 décembre 1969. Retiré le 1er juillet 1975.

### Marine grecque
Deux navires furent transférés à la marine grecque; Les deux navires étaient alors en réserve, ils furent reconditionnés puis transférés. La propulsion par tubine à gaz fut supprimée. Les navires sont alors reclassifiés en patrouilleur.
- Tolmi (ΤΟΛΜΗ) (ex-Green Bay) transféré le 30 octobre 1989[5]; réceptionné le 18 juin 1991[6].
- Ormi (ΟΡΜΗ) (ex-Beacon) transféré 30 octobre 1989[7]; réceptionné le 18 juin 1991.

### Marine colombienne
- USS Tacoma (PG-92) officiellement transféré à la Colombie le 20 septembre 1995[8], renommé Quita Suevo (P-111)[9].
- USS Welch (PGM-93) officiellement transféré à la Colombie le 20 septembre 1995[10], renommé Albuquerque (P-112), démoli en 2008[9].

### Marine turque
- USS Defiance (PGM-95) transféré à la Turquie en 1973 sous le Foreign Assistance Act (en); renommé Yildirim (P-338), coulé en 1985[9].
- USS Surprise (PGM-97) transféré à la Turquie en 1973 sous le Foreign Assistance Act; renommé Bora (P-339)[9], il y sert jusqu'en 2000[11].

### Marine sud-coréenne
- USS Benicia (PGM-96) transféré à la Corée du sud en 1973 ; renommé Paek Ku (PGM 351), détruit en 1998[12].

### Philippines
La classe PSMM-5 de la marine des Philippines est une variante de la classe Asheville, qui est également construite par le chantier naval Tacoma Boatbuilding.

### Données techniques
| Modèle                          | Asheville                                                                                     |
| ------------------------------- | --------------------------------------------------------------------------------------------- |
| Longueur (m)                    | 50,10                                                                                         |
| Largeur (m)                     | 7,30                                                                                          |
| Tirant d’eau (m)                | 2,90                                                                                          |
| Déplacement à pleine charge (t) | 245                                                                                           |
| Membres d’équipage              | 28                                                                                            |
| Motorisation                    | 2 moteurs Diesel Cummins + turbine à gaz General Electric (système CODOG)                     |
| Puissance totale                | 3 500 ch (2 600 kW) (Diesel) ou 13 300 ch (9 922 kW) (turbine)                                |
| Propulsion                      | deux arbres                                                                                   |
| Vitesse maximale                | 38 nœuds (70 km/h)                                                                            |
| Armement                        | 1 canon antiaérien Mk34 de 76 mm, 1 canon antiaérien Mk3 de 40 mm, 2 mitrailleuses de 12,7 mm |
| Radar                           | 1 radar de navigation Raytheon Pathfinder                                                     |
| Conduite de tir                 | 1 radar de conduite de tir SPG-50 + 1 système de contrôle de tir Mk63                         |